# قداداوات فأرية
قداداوات فأرية (الاسم العلمي: Calomyscinae) هي أسرة من الحيوانات تتبع فصيلة الفأرية من رتبة ال.

## أجناس
هذه الأسرة تضم جنس وحيد هو:
- قداد فأري